# Septem pagi

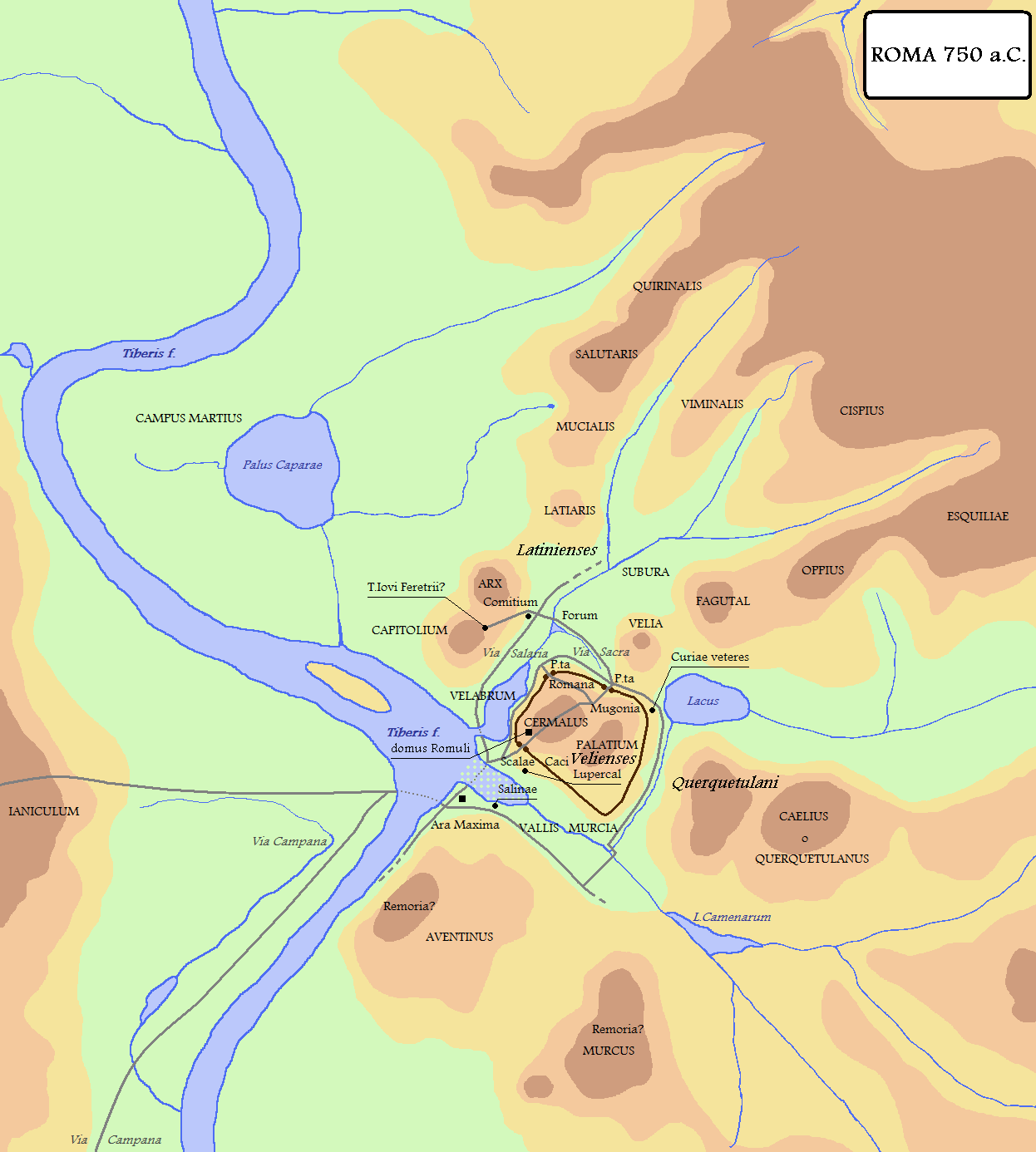
La Roma quadrata nell'anno della sua fondazione (nel 753 a.C.) ed il territorio dei septem pagi, ad ovest dell'isola Tiberina, nella cartina sulla sinistra.

Il termine Septem pagi (il cui significato per Plutarco era "le sette parti", ma che dovrebbe significare i "sette villaggi/abitati") indica i territori ad ovest dell'isola Tiberina che Romolo ottenne dai Veienti dopo aver sbaragliato l'esercito nemico ed averlo inseguito fin sotto le mura di Veio. Si racconta infatti che al termine delle ostilità Romolo poté sottrarre alla città etrusca di Veio i territori dei Septem pagi e quelli delle Saline, in cambio di una tregua della durata di cento anni. Questi patti vennero incisi su una stele, come ci tramanda Dionigi di Alicarnasso.